# Винокуров, Александр Васильевич
Алекса́ндр Васи́льевич Виноку́ров (9 марта 1922, деревня Балево, Лихвинский уезд, Калужская губерния (ныне Суворовский район, Тульская область), РСФСР — 11 января 2002, Москва Россия) — советский художник-постановщик мультипликационных фильмов. Заслуженный художник РСФСР (1985).

## Биография
Участник Великой Отечественной войны. С 1950, по окончании ВГИКа, художник-постановщик на киностудии «Союзмультфильм».
Умер 11 января 2002 года. Прах захоронен в колумбарии на Донском кладбище.

## Фильмография[3]

### Художник-мультипликатор
- «Шакалёнок и верблюд» (1956)

### Художник-постановщик
- «Жёлтый аист» (1950)
- «Аленький цветочек» (1952)
- «Волшебная птица» (1953)
- «Золотая антилопа» (1954)
- «Козёл-музыкант» (1954)
- «Пёс и кот» (1955)
- «Шакалёнок и верблюд» (1956)
- «Снежная королева» (1957)
- «Похитители красок» (1959)
- «Ключ» (1961)
- «Сказка про чужие краски» (1962)
- «На краю тайны» (1964)
- «Новый дом» (1964)
- «01 („Фитиль“ № 20)» (1964)
- «Гунан-Батор» (1965)
- «Главный Звёздный» (1966)
- «Маугли. Ракша» (1967)
- «Маугли. Похищение» (1968)
- «Собственник» («Фитиль» № 69) (1968)
- «Маугли. Последняя охота Акелы» (1969)
- «Маугли. Битва» (1970)
- «Маугли. Возвращение к людям» (1971)
- «Фока — на все руки дока» (1972)
- «Василёк» (1973)
- «Чудо без чудес» (1973)
- «Кто меня толкнул?» (1973)
- «Дорогой утиль» («Фитиль» № 147) (1974)
- «Как козлик землю держал» (1974)
- «Илья Муромец. Пролог» (1975)
- «Ладушки» («Фитиль» № 161) (1975)
- «Спецподготовка» («Фитиль» № 162) (1975)
- «Волшебная камера» (1976)
- «Опасно для жизни!» («Фитиль» № 174) (1976)
- «Исполнение желаний» («Фитиль» № 178) (1977)
- «Про дудочку и птичку» (1977)
- «Илья Муромец и Соловей-Разбойник» (1978)
- «Счастливое пробуждение» («Фитиль» № 191) (1978)
- «Талант и поклонники» (1978)
- «Кто получит приз?» (1979)
- «Лебеди Непрядвы» (1980)
- «Первый автограф» (1980)
- «Приходи на каток» (1981)
- «Старая пластинка» (1982)
- «Сын камня» (1982)
- «Пилюля» (1983)
- «С лёгким паром!» («Фитиль» № 257) (1983)
- «Зима в Простоквашино» (1984)
- «Сказ о Евпатии Коловрате» (1985)
- «Архитектурное излишество» («Фитиль» № 286) (1986)
- «На воде» (1986)
- «По собственному желанию» (1986)
- «Вечное движение» («Фитиль» № 307) (1987)
- «Жили-были дед да баба» (1988)
- «Средняя индивидуальность» («Фитиль» № 310) (1988)
- «Волшебная палочка» (1994)

## Выставки
- Выставка «Снежная королева», 55—Холод и красота к 55-летию фильма и 90-летию А. Винокурова.